# José de Calasanz Vives y Tuto
José de Calasanz Félix Santiago Vives y Tutó O.F.M.Cap. (ur. 15 lutego 1854 w San Andrés de Llevaneras, zm. 7 września 1913 w Monteporzio) – hiszpański duchowny katolicki, kapucyn, wysoki urzędnik Kurii Rzymskiej, kardynał.

## Życiorys
Ukończył Collegio Scholarium Piarum w Mataro. Kształcił się też w kapucyńskim monastyrze w Antigua w Gwatemali, Uniwersytecie Santa Clara w Santa Clara w Kalifornii w USA, kapucyńskim monastyrze w Ekwadorze, a także we Francji. 11 lipca 1869 wstąpił do zakonu kapucynów. Śluby wieczyste złożył w 1872. Święcenia kapłańskie otrzymał w Tuluzie we Francji. Udzielił ich arcybiskup Tuluzy Florian-Jules-Félix Desprez, przyszły kardynał. Pracował następnie jako rektor kolegiów w Perpignan i Igualadia. W 1887 został sekretarzem prokuratora generalnego swego zakonu, a także konsultantem w Świętym Oficjum, w 1889 w Kongregacji Rozkrzewiania Wiary, w 1894 w Kongregacji Soboru Trydenckiego, w 1895 w Kongregacji ds. Nadzwyczajnych Spraw Kościoła. Od 1896 był definitorem generalnym kapucynów. W latach 1895–1896 członek komisji ds. badań nad ważnością święceń anglikańskich. W 1899 brał udział w Pierwszym Plenarnym Synodzie Ameryki Łacińskiej w Rzymie, gdzie był honorowym przewodniczącym.
Na konsystorzu z czerwca 1899 kreowany kardynałem z tytułem diakona Sant’Adriano al Foro. Asystował przy śmierci papieża Leona XIII. Uczestnik konklawe 1903. Był spowiednikiem nowego papieża Piusa X. 26 października 1908 został prefektem Świętej Kongregacji ds. Zakonów. Nigdy nie przyjął sakry biskupiej. Znany jest jako płodny pisarz. Opublikował ponad sto tytułów, m.in. teksty teologiczne i biograficzne. Był znany z bardzo konserwatywnych poglądów. Miał udział w redagowaniu encykliki Pascendi. Dotknięty "ostrą neurastenią" swoje życie zakończył w całkowitym odizolowaniu od wszystkiego. Pochowany na cmentarzu Campo Verano.